# إيغور دوريتش
إيغور دوريتش هو لاعب كرة قدم صربي في مركز الدفاع، ولد في 22 فبراير 1985 في نوفي ساد في صربيا. شارك مع منتخب صربيا لكرة القدم. أما مع النوادي، فقد لعب مع راد بيوغراد وكارسياكا ونادي الشارقة ونادي فويفودينا ونادي هيرنفين.

## وصلات خارجية
- إيغور دوريتش على موقع اتحاد تركيا (لاعب) (الإنجليزية)
- إيغور دوريتش على موقع قاعدة بيانات كرة القدم.إي يو (الإنجليزية)
- إيغور دوريتش على موقع ناشيونال فوتبول تيمز (الإنجليزية)
- إيغور دوريتش على موقع Soccerway.com (الإنجليزية)
- إيغور دوريتش على موقع عالم كرة القدم.نت (الإنجليزية)